# Список будівель цегляної романіки

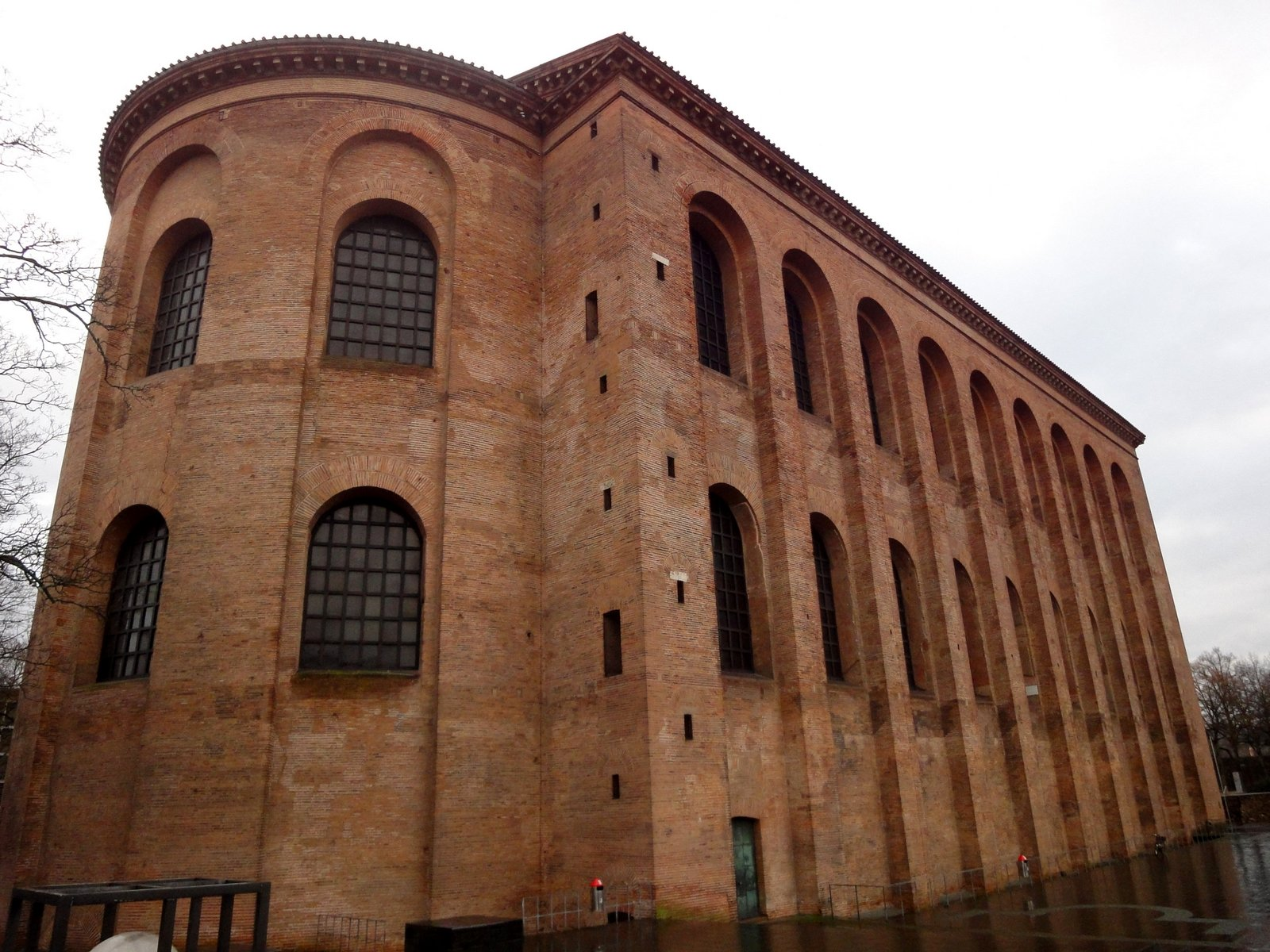
Аула Палатіна в Трірі, побудована близько 310 року

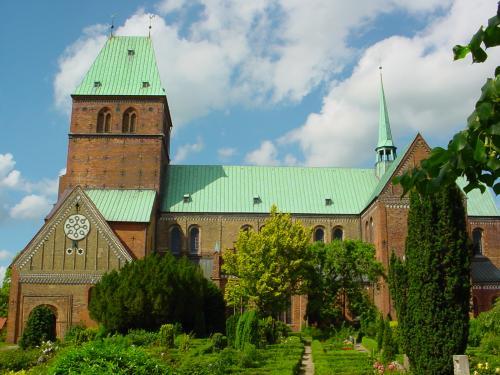
Ratzeburger Dom, з 1154/1160

Цегляна романіка (англ. Brick Romanesque, нім. Backsteinromanik) — архітектурний стиль та хронологічний етап архітектурної історії. Цей термін описує романські будівлі, побудовані з цегли; як і наступна цегляна готика, він географічно обмежується Північною Німеччиною і Балтійським регіоном. Споруди інших регіонів схожого стилю не позначаються як «цегляна романіка»; натомість їх описують як «романські цегляні церкви» або аналогічними термінами.
Порівняно з цегляною готикою, цегляна романіка менш чітко визначений і менш вживаний термін. З одного боку, це викликано тим, що в Балтійському регіоні своя стилістична самобутність в романському періоді лише почала розвиватися, з іншого боку — відносно невеликим числом збережених будівель. Багато з великих цегляних готичних будівель мали попередників в стилі цегляної романіки, останки яких часто ще видно. Майже всі збережені будівлі є церквами. Будівлі контрастують з раніше збудованими кам'яними церквами (плитнякові храми, нім. Feldsteinkirchen), які були побудовані з ератичних валунів і бутового щебеню. Такі округлі камені обмежували потенційний розмір будівлі; матеріал і техніка не дозволяють зведення конструкцій вищих за сільську церкву через статичні причини. Монументальні споруди стали можливими лише за рахунок розширення використання і вдосконалення цегляних будинків.

## Імпорт техніки і стилю
Вже в античній Римській імперії величезні цегляні будівлі були зведені на північ від Альп, але сучасні Данія та Північна Німеччина на схід від Ельби ніколи не були частиною імперії, а на захід від Ельби панування римлян було занадто коротке, щоб будувати більше, ніж окремі військові містечка. І навіть у північних римських провінціях технології будівництва з цегли були забуті після розпаду імперії.

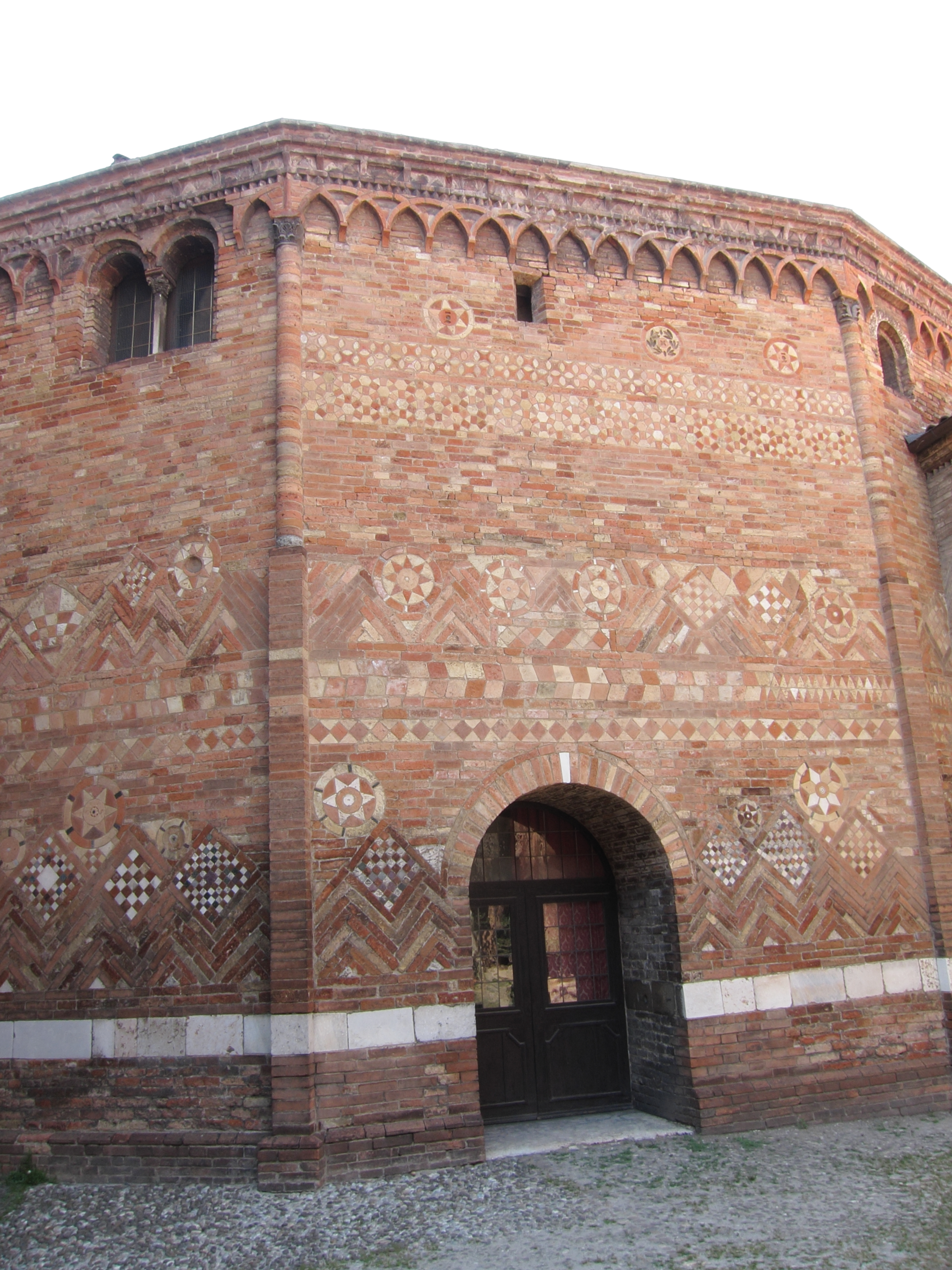
Складна техніка 10-го ст. – Церква Гробу Господнього в районі Санто-Стефано, Болонья
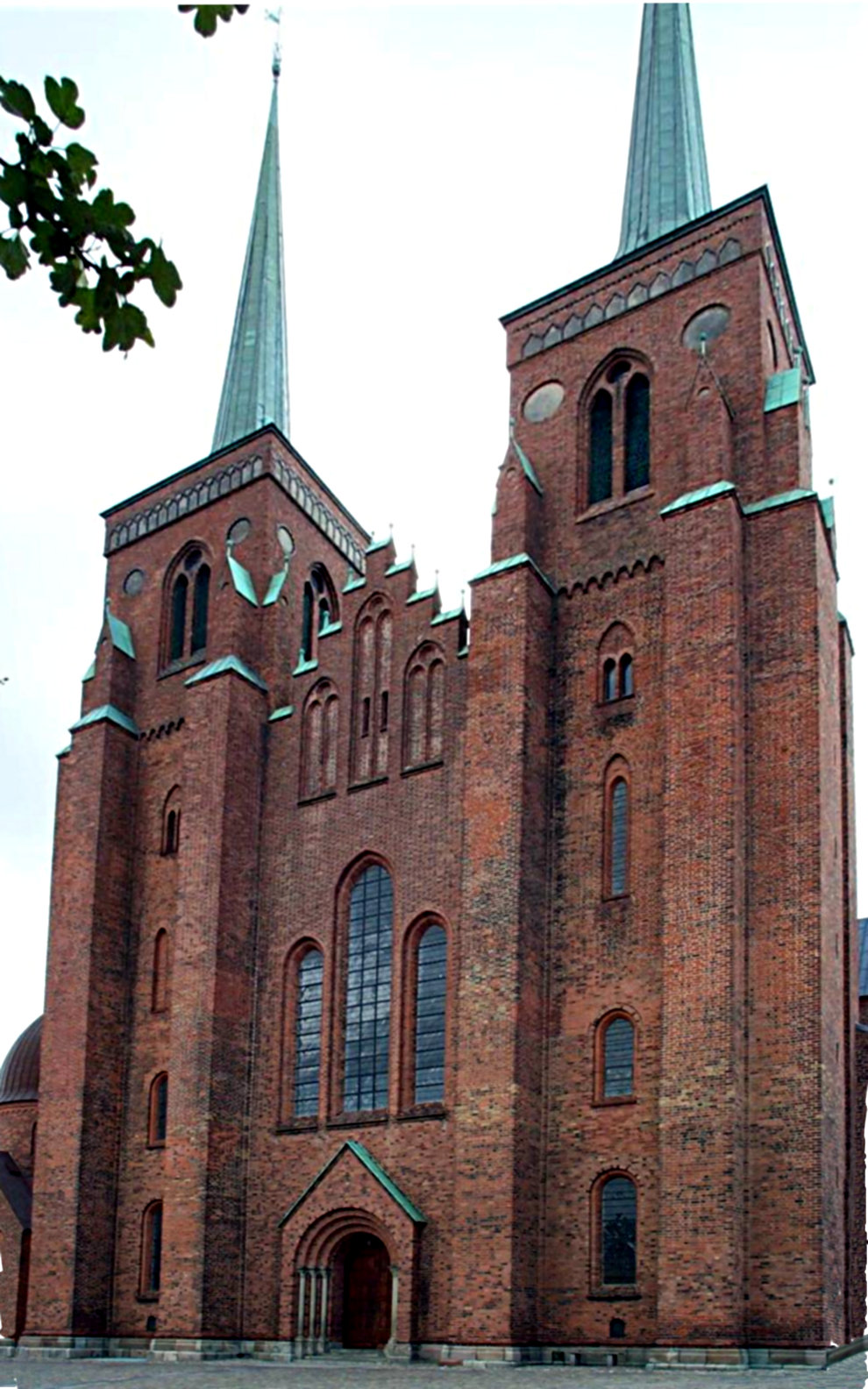
Роскілльський собор, з 1170
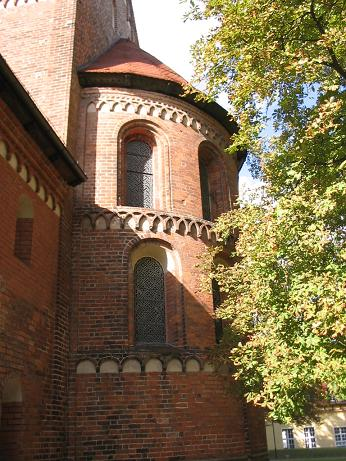
Апсиди Ленінського абатства, з 1180
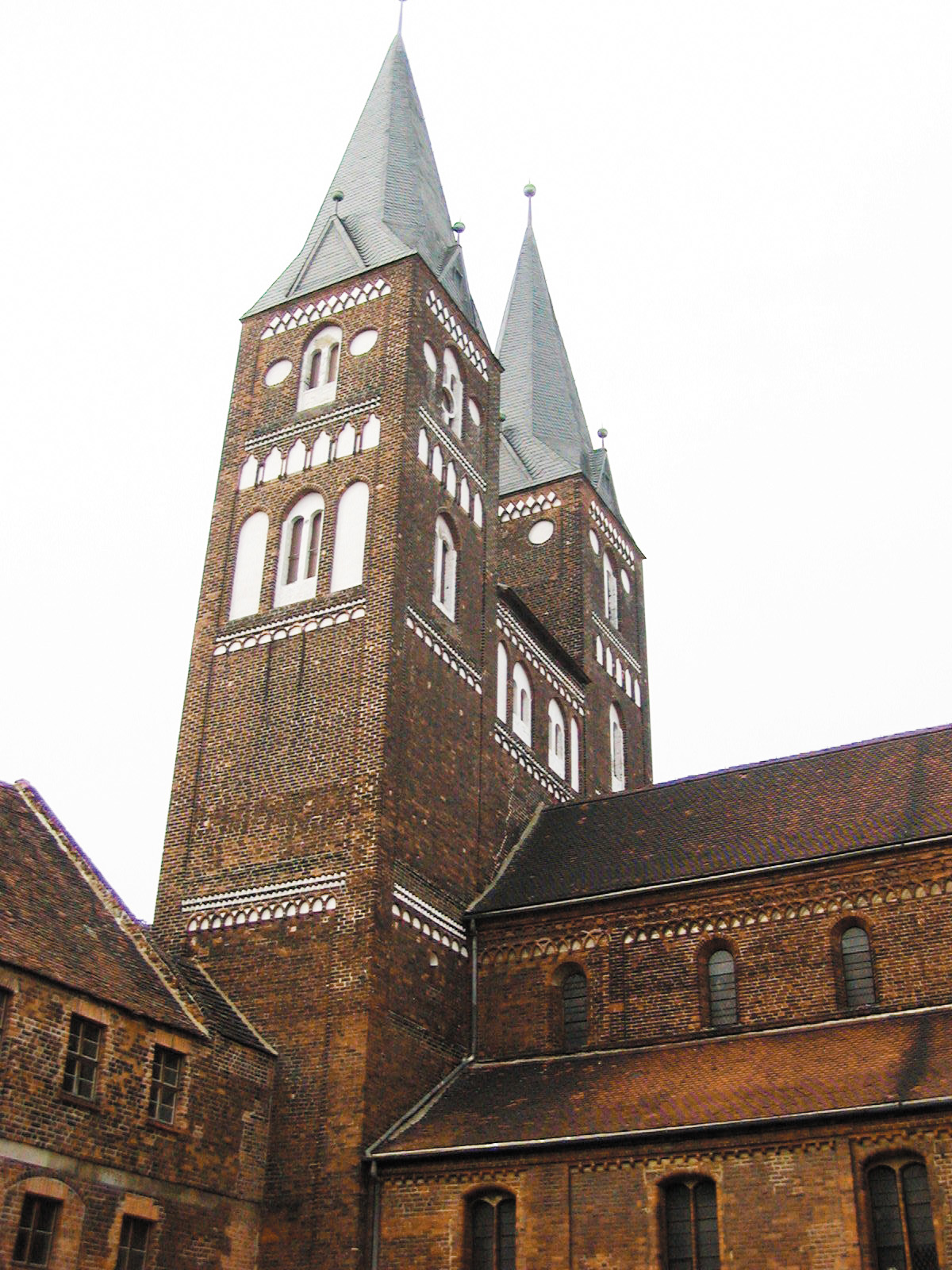
Єриховське абатство, з 1149

Але в провінції Велика Лангобардія (лат. Langobardia Major) у Північній Італії, традиція будування цегляних споруд була безперервною від пізньої античності до раннього середньовіччя. В ранньому ломбардському романському стилі, техніка і форми, пізніше характерні для країн Балтійського моря, були вже повністю розвинені. У XII столітті Північна Німеччина і Данія, які в той час домінували в Північному і Балтійському морях, імпортували  техніку та багато елементів стилю з Паданської рівнини.
Церква Св. Івана (нім. Sankt-Johannis-Kirche) у Ольденбурзі (Гольштейн) вважається найстарішою цегляною церквою в Північній Європі. Першими монументальними храмами були собор Рацебурга і Любецький собор; будівництво їх обох почалося незабаром після 1160 за правління Генріха Лева. Любецький собор був пізніше перетворений у готичний зальний храм (між 1266 та 1335 роками). Єриховське абатство з його церквою, будівництво якої почалося в 1148 році, зіграло важливу роль для цегляної архітектури в Бранденбурзькому маркграфстві. Для Скандинавії має особливе значення стилістично незалежний кафедральний Роскілльський собор, розпочатий в 1170-х роках і використовуваний як поховальна церква для данських монархів. Останній сплеск і  перехід до готичного стилю позначений цістерціанським Ленінським абатством у Маркграфстві Бранденбург.

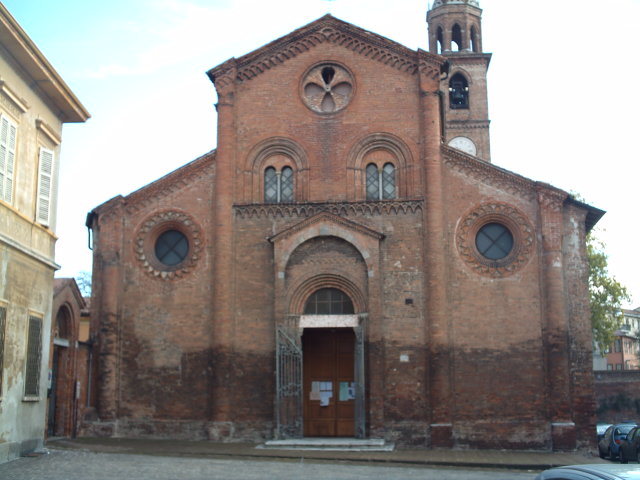
Церква Сан-Мікеле у Кремоні, Ломбардія
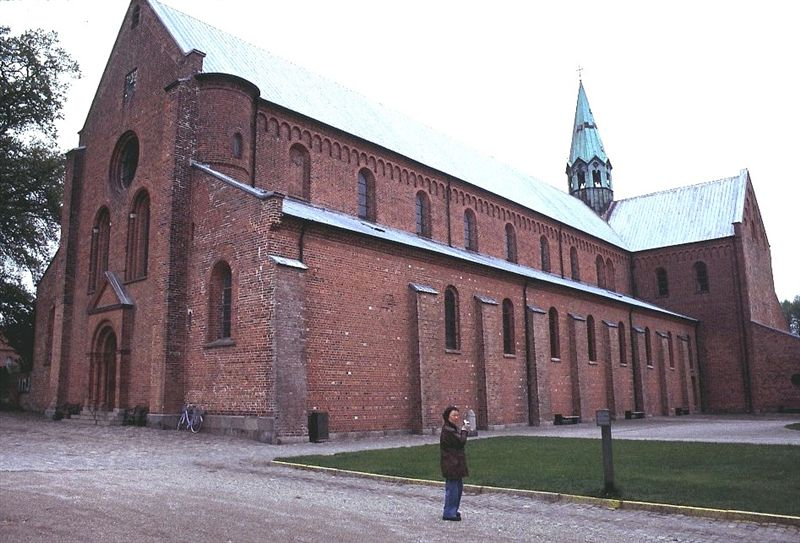
Абатство Соро, Зеландія, з 1161
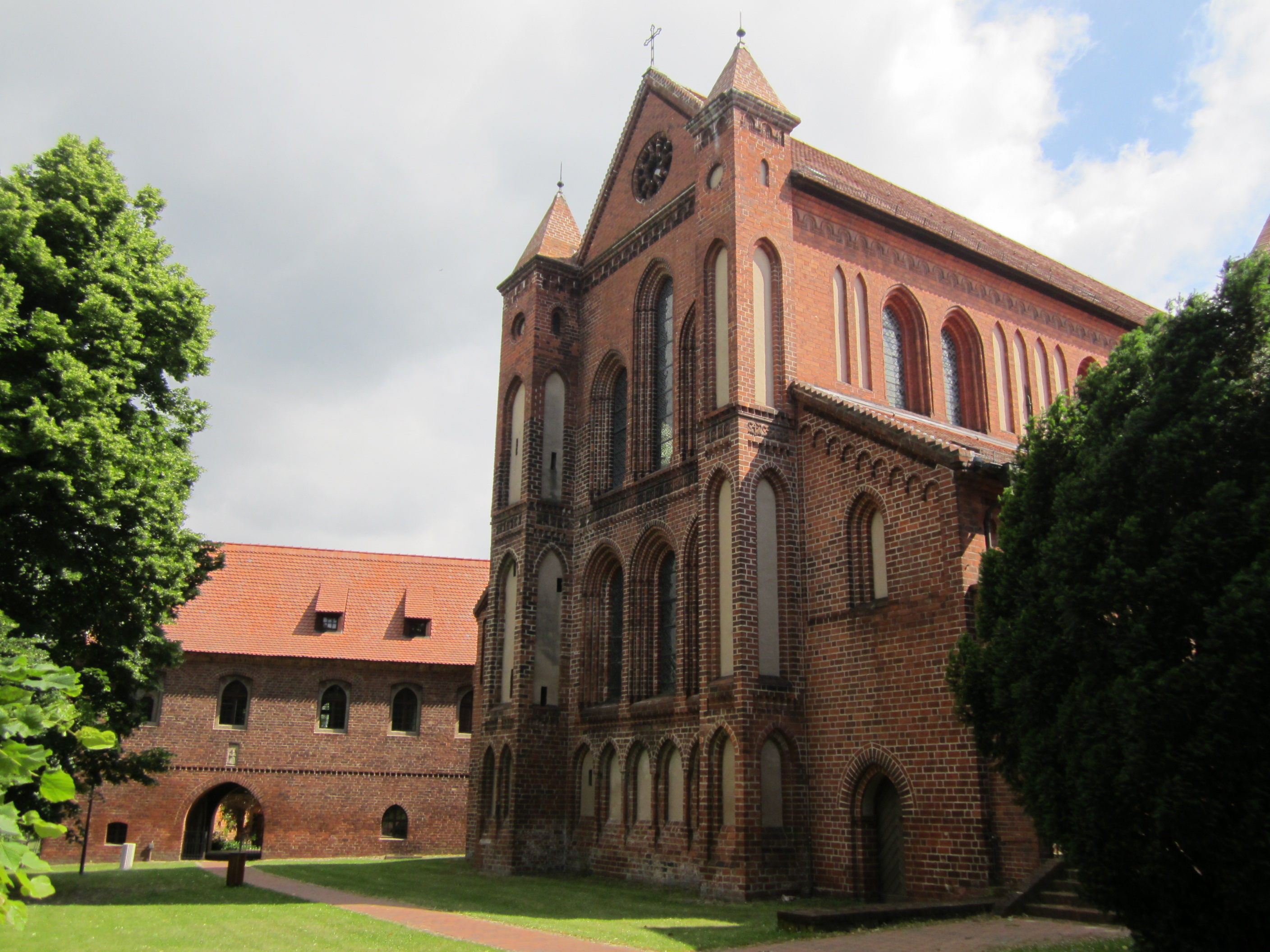
Ленінське абатство у Бранденбурзі

## Данія
| Розташування        | Будівля             | Основний період будівництва | Особливі риси                                                                                            | Зображення |
| Калундборг          | Церква Діви Марії   | ~ 1170–1200                 | Центральна споруда має в плані грецький хрест. Центральна та чотири бокові вежі - майже однакової висоти |            |
| Ледоє (дан. Ledøje) | Церква резиденції   | ~ 1225                      | |            |
| Нюборг              | Нюборг (фортеця)    | ~ 1170                      | З середини 13-го ст. по 1416 рік був головною резиденцією королів Данії                                  |            |
| Рінгстед            | Церква Св.Бенедикта | 1163–1170                   | Базиліка, одна з найранніших цегляних церков у Північній Європі                                          |            |
| Роскілле            | Роскілльський собор | переважно 1170–1280         | Світова спадщина ЮНЕСКО, поховальна церква данських монархів                                             |            |
| Соро                | абатство            | після 1161                  | колишня цістерціанська базиліка                                                                          |            |

## Німеччина

### На захід від річки Везер
| Розташування                                                   | Будівля | Основний період будівництва | Особливі риси                                 | Зображення |
| Багбанд (Гроссефен, Східна Фризія)                             | Сільська церква ) | |                                               |            |
| Бассум Колегіатська церква                                     | | почата у романському стилі, завершена у готичному, Зальний храм |                                               |            |
| Бінгум (приєднаний до Леер, Східна Фризія) церква Св.Матвія    | 1-ша чверть 13-го ст. | |                                               |            |
| Блексен (гирло Везера) церква Св.Іпполіта                      | Хори 11-12-го ст. початі кубами граніту, завершені цеглою, нава та вежа (13-те ст.) повністю цегляні                                                                                       | Хори 11-12-го ст. початі кубами граніту, завершені цеглою, нава та вежа (13-те ст.) повністю цегляні                                                                                       |                                               |            |
| Бюкен (Везер) Коллегіатська церква Св.Матерніані та Св.Миколая | Кам'яна будівля почата в 11-му ст., розширена в цеглі у 13-му ст. | Кам'яна будівля почата в 11-му ст., розширена в цеглі у 13-му ст. |                                               |            |
| Бунде (Східна Фризія) Реформатська церква                      | ~ 1200 | почата у романському стилі |                                               |            |
| Канум (Крумхерн) Сільська церква                               | 2-га пол. 13-го ст. | |                                               |            |
| Діцум (Райдерланд) Сільська церква                             | початок чи середина 13-го ст. | |                                               |            |
| Дунум (Езенс, Східна Фризія) Сільська церква                   | 1200–1220 | |                                               |            |
| Емден Велика церква                                            | ~ 1200 | романська, пізніше збільшена у готичному стилі, у 1943 році повністю розбомблена, відбудована у 1948/49 рр.                                                                                |                                               |            |
| Феддерваген (Вільгельмсгафен)                                  | Церква Св.Стефана | ~ 1250 | романсько-готична, вежа додана 1875 року      |            |
| Фріпсум (Крумхерн) Сільська церква                             | ~ 1260 | |                                               |            |
| Гольцварден (Штадланд)                                         | Церква Св.Варфоломея | 1263 | північна стіна змішана з каменем, хори новіші |            |
| Хаге (Східна Фризія) Сільська церква                           | 1220 | |                                               |            |
| Хайлігенфельде (Зіке)                                          | Церква Св.Михайла | початок 13-го ст. |                                               |            |
| Хінте (Східна Фризія) Дзвіниця сільської церкви                | 13-те ст. | Романська дзвіниця, пізньоготична нава |                                               |            |
| Холтгасте (Райдерланд) Сільська церква                         | 1-ша пол. 13-го ст. | |                                               |            |
| Холтроп (Гроссфен, Східна Фризія) Сільська церква              | | |                                               |            |
| Кірхвейхе (нім. Kirchweyhe)                                    | Сільська церква | вежа - бл. 1250 | 1906 року нава була замінена неоготичною      |            |
| Мідлум (Райдерланд) Сільська церква                            | початок або середина 13-го ст. | бл. 1840 року нава сильно перебудована |                                               |            |
| Норден (Східна Фризія) Церква Лудгері                          | 1200–1220 oder 1230–1250 | Романська західна частина нави, готичне збільшення церкви (трансепт та хори) |                                               |            |
| Пілсум (Крумхерн) Сільська церква                              | 13-те ст. | |                                               |            |
| Зенгварден (Вільгельмсгафен)                                   | Церква Св.Георга | бл. 1250 | перебудована у готичному стилі у 15-му ст.    |            |
| Штракхолт (Гроссефен, Східна Фризія) церква Св.Варвари         | | |                                               |            |
| Зуурхусен (Хінте, Східна Фризія) сільська церква               | нава - середина 13-го ст., пізніше трохи перебудована, (нахилена) вежа збудована бл. 1450 року, але у романському стилі                                                                    | нава - середина 13-го ст., пізніше трохи перебудована, (нахилена) вежа збудована бл. 1450 року, але у романському стилі                                                                    |                                               |            |
| Вікторбур (Зюдброокмерланд, Східна Фризія) сільська церква     | 1-ша пол. 13-го ст. | зальний храм |                                               |            |
| Вігбольдсбур (Зюдброокмерланд, Східна Фризія) сільська церква  | ~ 1250 | |                                               |            |
| Бад Цвішенан церква Св.Івана                                   | - у 12-му ст. почата з кругляка, продовжена гранітними кубами, потім будувалась у стилі цегляної романіки, потім - цегляної готики - має примикаючу західну вежу та окремо стоячу дзвіницю | - у 12-му ст. почата з кругляка, продовжена гранітними кубами, потім будувалась у стилі цегляної романіки, потім - цегляної готики - має примикаючу західну вежу та окремо стоячу дзвіницю |                                               |            |

### Між Везером і Ельбою
| Розташування                                                    | Будівля                                 | Основний період будівництва                                            | Особливі риси                                         | Зображення |
| Ангальтський замок (поблизу Гарцгероде)                         | Ангальтський замок (поблизу Гарцгероде) | 1123 та 1147                                                           | Асканський замок на пагорбі, лишились лише руїни      |            |
| Арендзе абатство Арендзе                                        | 1184–1240, освячене вже 1208 р.         |                                                                        |                                                       |            |
| Бойстер                                                         | коллегіатська церква Св.Миколая         | 12-те ст. (хори завершені 1172 р.)                                     |                                                       |            |
| Борна                                                           | коллегіатське церква Св.Кнігунди        | ?                                                                      | ранній романський стиль                               |            |
| Бременський Блокланд, Бремен Євангелістська церква Вассерхорста | Вежа 13-го ст.                          | романо-готична, нава у 1743 році реконструйована у дуже скромне бароко |                                                       |            |
| Дісдорф абатство Дісдорф                                        | 1161–1220                               | пізній романський стиль                                                |                                                       |            |
| Гізенлаге поблизу Берендорфа                                    | сільська церква                         | ймовірно кінець 12-го ст.                                              |                                                       |            |
| Кьонігсмарк                                                     | сільська церква                         | ймовірно 12 ст.                                                        | спочатку була базилікою за планом                     | ?          |
| Кьонігсмарк                                                     | сільська церква Волтелслаге             |                                                                        | вежа в романському стилі, нава перебудована у готичну |            |
| Зальцведел                                                      | церква Св.Лоренца                       | 13-те ст.                                                              | базиліка                                              |            |
| Верден                                                          | церква Св.Івана                         | середина 12-го ст.                                                     | вежа романська, нава - готична                        |            |

### На схід від ріки Ельби
| Розташування               | Будівля                               | Основний період будівництва                                                           | Особливі риси | Зображення |
| Альтенкірхен               | парафіяльна церква                    | ймовірно заснована бл. 1185р.                                                         | розташована поблизу колишнього слов'янського капища бога Святовита на мисі Аркона                                                         |            |
| Альтенкремпе               | Базиліка                              | 1190–1240                                                                             | |            |
| Бад Зедеберг               | церква Св.Марії                       |                                                                                       | |            |
| Берген на Рюгені           | церква Св.Марії                       |                                                                                       | |            |
| Дессау-Мільдензе           | церква селища Пьотніц                 | освячена 1198                                                                         | Початково тринавна базиліка; бокові нави були зруйновані в 17-му ст. Найбільш південний зразок цегляної романіки у Центральній Німеччині. |            |
| Ойтін                      | церква Св.Михайла                     | 1180іті - початок 13-го ст.                                                           | |            |
| Гадебуш                    | міська церква Св.Якова та Св.Діонісія | пізня романіка, закладена бл. 1220                                                    | |            |
| Єрихов                     | Єриховське абатство                   | 1148–1172                                                                             | Колишня коллегіатська церква премонстрантів, найстаріша цегляна будівля регіону на схід від Ельби                                         |            |
| Ленін                      | Ленінське абатство                    | ~1185—1235, змінювалось до 1260                                                       | |            |
| Любек                      | Любецький собор                       | 1163–1230                                                                             | романська нава, готичні хори |            |
| Любов                      | сільська церква                       | 1-ша пол.13-го ст.                                                                    | ймовірно церква резиденції розташованого поруч замку Мекленбург                                                                           |            |
| Мелков                     | сільська церква                       | ~ 1200                                                                                | |            |
| Мьоллн                     | церква Св.Миколая                     | початок 13-го ст.                                                                     | базиліка |            |
| Нойбуков                   | парафіяльна церква                    |                                                                                       | двонавний зальний храм |            |
| Нойклостер                 | церква абатства                       | до 1227                                                                               | |            |
| Ольденбург (Гольштейн)     | церква Св.Івана                       | основне будівництво у 1156–1160                                                       | найстаріша цегляна церква у Північній Європі                                                                                              |            |
| Рацебург                   | собор                                 | переважно 1160–1220                                                                   | найстаріша повністю збережена цегляна церква на схід від Ельби                                                                            |            |
| Рехна                      | абатство                              | пізня романіка                                                                        | однонавна церква абатства |            |
| Рісебі                     | сільська церква                       | ~ 1220/1230                                                                           | |            |
| Шапроде                    | сільська церква                       | 1-ша половина 13-го ст.                                                               | |            |
| Шлягсдорф                  | сільська церква                       | 1-ша половина 13-го ст.                                                               | |            |
| Шлезвіг                    | Шлезвізький собор                     | 1134 до бл. 1200, збудований з граніту, туфу та цегли, готичні розширення - 1275–1300 | |            |
| Шенхаузен                  | сільська церква                       | освячена 1212                                                                         | |            |
| Вітлюббе (поблизу Драгуна) | сільська церква                       | початок 13-го ст.                                                                     | латинський хрест у плані |            |
| Вуст                       | сільська церква                       | ~ 1200                                                                                | вежа додана у 18-му ст. |            |

## Нідерланди

### ПровінціяФрисландія
| Розташування                           | Будівля                  | Основний період будівництва | Особливі риси                  | Зображення |
| Аалсум (Донгерадел)                    | реформатська церква (NL) | кінець 12-го ст.            |                                |            |
| Бозум (Літтенсрадел)                   | церква Св.Мартінуса (NL) | 12-те ст.                   | хори частково романо-готичні   |            |
| Ееструм (Тіт'єрксрадел)                | церква Св.Петра (NL)     | початок 13-го ст.           |                                |            |
| Ексморра (Південно-західна Фрисландія) | церква Св.Івана (NL)     | початок 13-го ст.           | вікна частково реконструйовані |            |
| Фінкум (Леуварденрадел)                | церква Св.Віта (NL)      |                             |                                |            |
| Єлсум (Леуварденрадел)                 | реформатська церква (NL) | 12-те ст.                   | будівництво було почато з туфу |            |

### ПровінціяГронінген
| Розташування              | Будівля                   | Основний період будівництва                                  | Особливі риси                                                | Зображення |
| Бірум (Делфзейл)          | церква Св.Себастьяна (NL) | 12/13-те ст.                                                 | вестверк частково розібраний, нава частково романо-готична   |            |
| Доезум (Гроотегаст)       | церква Св.Віта (NL)       | вежа 12-го ст. з туфу, хори початку 13-го ст. з цегли        | вежа 12-го ст. з туфу, хори початку 13-го ст. з цегли        |            |
| Еенум (Лопперсум)         | реформатська церква (NL)  | кінець 12-го ст.                                             | колишня кругла апсида розібрана                              |            |
| Харен                     | церква Св.Миколая (NL)    | початок 13-го ст.                                            |                                                              |            |
| Кантенс (Еемсмонд)        | реформатська церква (NL)  | бл. 1200                                                     | пізніше розширена                                            |            |
| Ленш (Де-Марне)           | церква Св.Петра (NL)      | почата у 12-му ст. з туфу; хори - цегляні, початок 13-го ст. | почата у 12-му ст. з туфу; хори - цегляні, початок 13-го ст. |            |
| Марсум (Аппінгедам)       | церква Св.Мавритія (NL)   | 12-те або початок 14-го ст.                                  |                                                              |            |
| Мідвольде (Лек)           | реформатська церква (NL)  | 12-те ст.                                                    | готичні перебудови                                           |            |
| Нордларен (Харен)         | церква Св.Варфоломея (NL) | 13-те ст., перебудови у 15-му ст.                            | романська лише вежа                                          |            |
| Олдензейл (Еемсмонд)      | церква Св.Миколая (NL)    | 1-ша половина 13-го ст.                                      | хори за рейнським зразком                                    |            |
| Остервейтверд (Лопперсум) | церква Св.Марії (NL)      | бл. 1200                                                     | вікна нави пізніше були збільшені.                           |            |
| Тен-Бур                   | церква абатства (NL)      | 13-те ст.                                                    | романо-готична                                               |            |
| Вірдум (Гронінген)        | реформатська церква (NL)  | початок 13-го ст.                                            |                                                              |            |

### ПровінціяДренте
| Розташування        | Будівля                  | Основний період будівництва                     | Особливі риси                                                                                       | Зображення |
| Анло (А-ен-Хюнзе)   | церква Св.Магнуса (NL)   | частини з туфу бл. 1100 р., з цегли - 12-те ст. | Ступінчастий фронтон - 19-те ст.                                                                    |            |
| Еммен               | церква Св.Панкратія (NL) |                                                 | романська лише вежа                                                                                 |            |
| Норг (Норденвельд)  | церква Св.Маргарити (NL) | середина 13-го ст.                              | хори частково романо-готичні.                                                                       |            |
| Пейзе (Норденвельд) | церква Св.Івана          | 13-те ст.                                       | вікнам нави при реставрації повернули романську форму                                               |            |
| Фріз (Тинарло)      | церква Св.Боніфатія (NL) | 12-те ст.                                       | романські частини були початі з туфу, але вежа у верхній частині - цегляна романіка; хори 15-те ст. |            |

## Польща
| Розташування                     | Будівля                                     | Основний період будівництва | Особливі риси                             | Зображення |
| Іновлодзь                        | церква Св.Егідія                            | ~1138                       |                                           |            |
| Іновроцлав                       | церква Діви Марії                           | 12-13-те ст.                | цегляні вежі                              |            |
| Камінь-Поморський                | собор Св.Івана                              | після 1175 до 1250          |                                           |            |
| Колбац                           | абатство                                    | початок 13-го ст.           | колишня цістерціанська базиліка           |            |
| Люблін                           | Донжон Люблінського замку                   | 12-те ст.                   | верхні частини цегляні, нижні - з вапняку |            |
| Оліва                            | абатство                                    | після 1178                  | колишній цістерціанський монастир         |            |
| Плоцьк                           | собор                                       | 1130–1144                   | декілька разів перебудовувався            |            |
| Познань                          | церква Св.Івана Єрусалимського Поза Стінами | ~ 1187                      | Одна найперших цегляних церков у Польщі   |            |
| Сандомир                         | церква Св.Якова                             | 13-те ст.                   |                                           |            |
| Стшельно                         | церква Св.Трійці                            | 12-те ст.-1216              |                                           |            |
| Стшельно                         | Ротонда Св.Прокопа                          | до 1133                     |                                           |            |
| Свієнта Катажина (Ґміна Сехніце) | церква Св.Катерини                          |                             |                                           |            |
| Вонхоцьк                         | цістерціанське абатство                     | після 1179                  | цегла та пісковик                         |            |
| Вроцлав                          | церква Св.Егідія                            | бл.1220—1230                | ймовірно до битви при Легниці             |            |

## Швеція
| Розташування | Будівля                     | Основний період будівництва | Особливі риси                                                                    | Зображення |
| Вінсльов     | Парафіяльна церква Гумльоса | освячений 1192              | Старий цегляний будинок в сучасній Швеції (данська)                              |            |
| Лінчепінг    | Собор                       | 1230                        | Знадобилося 250 років, щоб побудувати, так що більшість видимих частинах готичні |            |